# Miroslav Urban (politik)
Miroslav Urban (14. října 1926 – 28. března 2003) byl český a československý politik Komunistické strany Československa a poslanec Sněmovny lidu Federálního shromáždění za normalizace.

## Biografie
K roku 1971 a 1976 se profesně uvádí jako vedoucí okresního veterinárního zařízení.
Ve volbách roku 1971 zasedl do Sněmovny lidu (volební obvod č. 93 – Blansko, Jihomoravský kraj). Mandát obhájil ve volbách roku 1976 (obvod Brno-venkov-Blansko), volbách roku 1981 (obvod Brno-venkov-Blansko). Ve FS setrval do konce funkčního období, tedy do voleb roku 1986.